# Zniknięcie na 7. ulicy
Zniknięcie na 7. ulicy (tytuł oryg. Vanishing on 7th Street) – amerykański film fabularny (postapokaliptyczny horror) z 2010 roku, wyreżyserowany przez Brada Andersona. Światowa premiera filmu nastąpiła we wrześniu 2010 podczas Międzynarodowego Festiwalu Filmowego w Toronto.

## Opis fabuły
Detroit zostaje pogrążone w całkowitych ciemnościach. Grupka ocalałych z przerażeniem przemierza opustoszałe ulice, podczas gdy po większości niedoszłych mieszkańców miasta pozostały jedynie ubrania. Jednoczą się oni w barze. Dochodzą do wniosku, że w ciemnościach czai się zagrożenie, od którego wybawić może ich jedynie światło (naturalne lub sztuczne).

## Obsada
- Hayden Christensen − Luke Ryder
- Jacob Latimore − James Leary
- Thandie Newton − Rosemary
- John Leguizamo − Paul
- Taylor Groothuis − Briana